# トーマス・ヴァヴィロフ
トーマス・ヴァヴィロフ（Toomas Vavilov, 1969年7月15日 - ）は、エストニアの指揮者、クラリネット奏者。

## 経歴
1969年、エストニア・ソビエト社会主義共和国・タリンで生まれた。1983年からタリン音楽院でウロ・ウクシクに師事してクラリネットを学び、1988年にペーテル・リリェの指揮するエストニア国立交響楽団と共演してクラリネット奏者として初舞台を踏んだ。1988年から1992年までエストニア国立音楽院のハンネス・アルトロフの下でクラリネットの腕を磨き、1990年にはエストニア国内の管楽器コンクールで優勝した。またクラリネット奏者として、カール・ライスターやイヴァン・モズコヴェンコのマスター・クラスにも参加した。
1993年から1997年までエストニア国立歌劇場附属の音楽学校などでクラリネットの指導員として働いたが、1996年から1998年までユーリ・アルペルテンに指揮法を学び、ロマン・マツォフやヨナス・アレクサの指導も受けた。その後、エストニア国立交響楽団の団員を経て、2004年から2006年まで同交響楽団の副指揮者となり、2006年から2008年までタルトゥのヴァネムイネ劇場の音楽監督を務めた。